# Catharina Allegonda van Lier
Catharina Allegonda van Lier (Assen, 17 maart 1768 – Kaapstad, 22 september 1801) was een mystiek schrijfster. Haar geschriften, die postuum werden gepubliceerd, nemen een bescheiden plaats in in de vroege literaire geschiedenis van Zuid-Afrika.

## Leven en werk
Catharina van Lier werd in 1768 in Assen geboren als het dertiende van vijftien kinderen. Ze groeide op in een welgesteld gezin met culturele interesses. Haar vader was ontvanger-generaal Johannes van Lier en had een brede belangstelling voor literatuur en oudheden. De familie kwam in zwaar financieel weer in 1785 toen de carrière van haar vader plotseling eindigde na een financieel schandaal.
In 1786 verhuisde Van Lier naar Kaapstad, waar haar broer Helperus Ritzema van Lier als predikant werkte. Ze assisteerde hem bij zijn pastorale taken en was betrokken bij de gebeds- en werkgemeenschap die hij had opgericht. Na het overlijden van haar broer in 1793 zette ze zijn werk voort. Ze verloofde zich met zendeling Joannes Jacobus Kicherer, maar ze trouwden nooit. Net als haar broer leed ook Catharina aan tuberculose en overleed op 33-jarige leeftijd in Kaapstad. Vlak voor haar dood gaf ze haar dagboek en geschriften aan Kicherer met het verzoek deze te publiceren voor religieuze inspiratie.

## Geschriften en nalatenschap
In 1804 publiceerde Kicherer de verzamelde werken van Van Lier. Haar dagboek is vroom van aard en richt zich voornamelijk op haar innerlijke, spirituele strijd. Ze schrijft vaak over haar zelfkritiek en gevoelens van opstandigheid en jaloezie, terwijl ze weinig details geeft over gebeurtenissen uit de buitenwereld.
Haar werk werd niet door alle critici positief ontvangen; sommigen vonden het monotoon en oninteressant. Desondanks heeft haar werk een bescheiden plaats veroverd in de vroege literaire geschiedenis van Zuid-Afrika.